# Batalla del cayo San Jorge (1798)
La batalla de Cayo San Jorge (o batalla de cayo Cocina) fue un enfrentamiento militar de la guerra Anglo-Española, que duró del 3 al 10 de septiembre de 1798 en cayo San Jorge, Distrito de Belice, Belice.
El 10 de septiembre es festivo en Belice, considerándose esta batalla el inicio de la etapa colonial británica de Belice.

## Desarrollo
Tras la evacuación de los británicos de la región en 1779 por la victoria española en la batalla de Cayo Cocina (1779) durante la guerra de Independencia de Estados Unidos, España previno nuevos establecimientos de los baymen, a quienes consideraba piratas. La zona se conocía como Costa de Walis en honor a Peter Wallis, pirata inglés del siglo XVII que actuó en estas costas e islas. 

En 1796 el visitador español Juan O'Sullivan reportó la presencia de los baymen y su explotación forestal del palo de tinte con mano de obra esclava, con destino al comercio monopolístico británico. Los baymen solicitaron la protección del gobernador de Jamaica Alexander Lindsay a la vez que decidían sobre cómo actuar en caso de no recibir auxilio británico. En septiembre de 1798 una expedición naval española procedente de la Capitanía General de Yucatán acudió a cayo Cocina (cayo San Jorge en la actualidad) al mando de Arturo O'Neill Tirone. La expedición naval española fue derrotada por los barcos de la Royal Navy procedentes de la colonia de Jamaica Merlin, Teazer y Tickler, con efectivos reclutados a la fuerza en isla Cozumel. A la victoria británica contribuyó el conocimiento de las difíciles aguas de los cayos, sus canales navegables y bancos de arena por los Baymen.

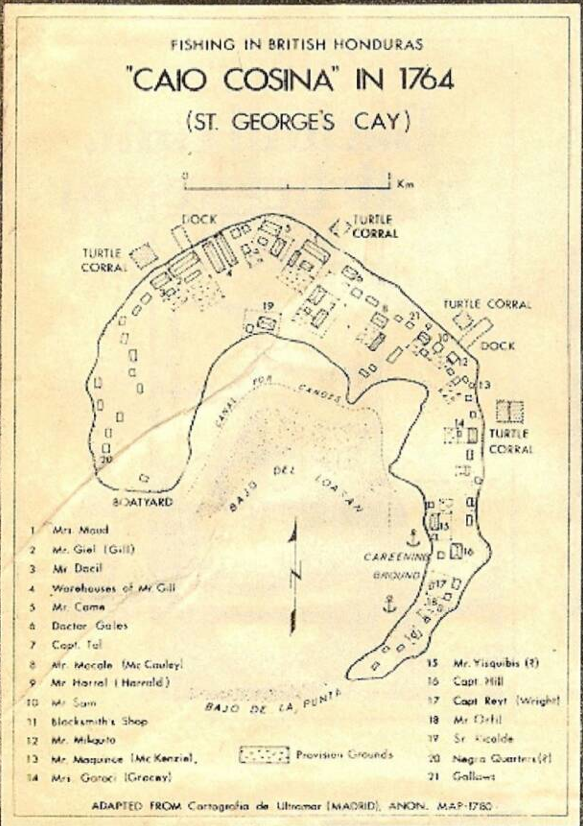
Mapa de Cayo San Jorge en 1764

De esta manera, Reino Unido logró el control de facto de la región de la actual Belice pese a que la soberanía nominal de la Honduras Británica llegara en 1862..
Tras la derrota británica en la guerra de Independencia de los EE. UU. el Tratado de Versalles (1783) supuso compensaciones a Reino Unido como el reconocimiento de derechos de tala para los baymen entre los ríos Belice y Hondo. Además, la Convención de Londres de 1786 amplió las reclamaciones británicas al río Sibun bajo un régimen jurídico difuso por el que  el superintendente coronel Edward Marcus Despard debía administrar el territorio bajo soberanía nominal española. La Convención de Londres supuso el abandono de las pretensiones británicas sobre Mosquitia e isla Roatán (actual Honduras), muchos de cuyos habitantes se asentaron en la colonias de Belice o de Jamaica.

## Conmemoración
En 1898 el gobierno colonial británico instauró los días 9 y el 10 de septiembre como día festivo nacional, para aunar a indígenas, zambos y descendientes de esclavos, con los colonos británicos bajo una narrativa patriótica y de Leyenda Negra española en la época en la que España perdía ante EE. UU. tanto Cuba como Filipinas. 
En 1998, Belice emitió tres monedas para conmemorar el 200 aniversario de la batalla. El anverso muestra un velero de tres mástiles del escudo nacional. En el reverso aparece el HMS Merlin.